# 맘포랄
맘포랄(스페인어: Mamporal)은 베네수엘라 미란다주의 도시로 부로스 시의 행정 중심지이다. 1738년 1월 16일에 설립되었다. 카카오 농장이 위치한다.